# 邢球痕
邢球痕（1930年9月3日—2024年12月29日），中国固体火箭发动机专家。生于浙江嵊州。1957年毕业于中国人民解放军军事工程学院。现任中国航天科技集团第四研究院研究员。2003年当选为中国科学院院士。